# Asleep at the Wheel
 (mai 2025).
Asleep at the Wheel est un groupe de musique country fondé en 1970 et originaire de Austin (Texas).
Le groupe a sorti plus de vingt albums studio et remporté 9 Grammy Awards. Leur plus grand succès, (The) Letter That Johnny Walker Read, sorti en 1975, s’est hissé jusqu’à la 10e place au Billboard Hot 100. Asleep at the Wheel est encore actif, ayant sorti un album intitulé It’s a Good Day en 2010.
Leur chanson The Letter That Johnny Walker Read est reprise sur la radio K-Rose sur Grand Theft Auto: San Andreas.
En 2010, ils ont adapté Les Copains d'abord de Georges Brassens en anglais.